# Déiopée (Cyrénide)
Pour les articles homonymes, voir Déiopée.
Déiopée (en latin Dēĭŏpēa ; en grec ancien : Δηϊοπεία / Dēïopeía) est l'une des quatorze nymphes qui entourent la déesse Junon.
C'est la plus belle de ces nymphes ; dans l’Énéide de Virgile (où elle est décrite « praestanti corpore », c'est-à-dire avec un corps magnifique), Junon la promet en mariage au roi des vents, Éole, en échange de son aide pour qu'il provoque le naufrage des réfugiés troyens en déchaînant ses vents,.
Son nom a été donné à un astéroïde découvert par Johann Palisa en 1878, (184) Déiopée.